# 葉詠詩
葉詠詩，BBS，JP（1960年10月5日—），廣東台山筋坑人，生於广州，香港指挥家。退休警務處高級助理處長羅夢熊之妻。葉與羅為民生書院的同屆中學同學（演員艾威也是同屆畢業生）。而葉曾在1985年以碩士課程在讀生身份贏得法國貝聖桑國際青年指揮家比賽冠軍，是香港首位指揮家兼自該比賽舉辦以來第二位女性得到此殊榮。

## 生平
葉詠詩有一姊一妹；大姊葉羡詩是音樂實踐中心創辦人，胞妹葉亦詩是歌劇練唱指導。祖父葉培初是兩廣浸信會聯會主席。她在九龍城區長大，四岁随母亲、鋼琴家蔡正怡学习钢琴，八岁参加儿童合唱训练，十岁开始学习小提琴。另一方面随父亲、音樂教育家兼香港兒童合唱團創辦人叶惠康学习音乐理論和指挥。葉詠詩就讀民生書院小學，後升讀民生書院。在校時是園藝組組員和合唱團成員，又會參加辯論或演講比賽。立志要在音樂界發展的她於1977年中五畢業後，在當時任職香港浸會學院的父親提議下入讀該校預科，為時一年。未幾考入伦敦皇家音樂學院，主修小提琴及钢琴、理论和管弦乐活动。當年她獲得香港皇家赛马会音乐基金奖学金，也考取RCM文凭、ARCM和LTCL小提琴演奏文凭以及ARCM钢琴教学文凭。1983年便遠赴美国印第安纳大学積可斯音樂學院修读完成小提琴和指挥双主科硕士学位。後來分別在1986年和1992年获得奖学金参加了暑期指挥大师班，跟从小泽征尔、李奧納德·伯恩斯坦、米亚及罗查云斯基、约翰·纳尔逊等大师学习。
期間於1986年因為香港管弦乐团招聘驻团指挥而擔任該職位，至2000年離任。此前在1991年获邀出任中央交响乐团的其中一位首席指挥。葉詠詩於1996年曾帶領香港管弦樂團與張學友合作，演出四場《愛與交響曲》音樂會。其後她於1996年到广州交响乐团任職音乐总监，曾引入了音乐季，即年度演出計劃，2003年離任。同期亦出任泛亚交响乐团的首席客席指挥。2002年4月起，葉詠詩接任香港小交響樂團音樂總監。及後在2008年，她被選為北京奧運火炬接力香港站火炬手之一。
2012年7月11日，叶咏诗於《am730》專欄《隨想曲》發表《香港人的修養哪裡去了？》的文章，以七一大遊行參與者挑釁警察、大學生與教育局局長對話時極不友善，以及香港政黨野蠻地衝擊落區探訪的香港行政長官梁振英為例，批評近年於電視看到香港出現很多混亂場面，感慨香港人變得橫蠻。同時呼籲遊行人士應該以身作則，表現出有修養和有質素的一面。2020年4月，她離任香港小交響樂團音樂總監一職。
2021年11月，女兒羅洛家參與ViuTV《全民造星IV》第6集演出，演唱澳洲歌手Olivia Newton-John首本名曲《Hopelessly Devoted To You》，最後只能入圍40強。

## 參與節目
| 年度   | 節目                | 角色     | 備註                       |
| ------ | ------------------- | -------- | -------------------------- |
| 1991年 | 佳人有約            | 嘉賓     |                            |
| 2009年 | BBC News - The Real | 主持     | BBC （页面存档备份，存于） |
| 2009年 | TVB - 香港力量      | 嘉賓主持 | Youtube                    |

## 曾合作之樂團
- 上海交响乐团
- 香港小交响乐团
- 湾联合实验管弦乐团
- 日本大阪管弦乐团
- 札幌交响乐团
- 广岛交响乐团
- 新星日本交响乐团
- 新日本管弦乐团
- 九州交响乐团
- 波兰华沙管弦乐团
- 西班牙纳里夫岛交响乐团
- 捷克哥薛施省乐团
- 法国吐鲁士国家交响乐团
- 贝桑松室内乐团

## 獎項及榮譽
- 第35届贝桑松国际青年指挥大赛冠军、金竖琴奖（1985年）
- 第8届东京国际指挥比赛中获奖（1988年）
- 香港十大傑出青年（1990年）[13]
- 法國藝術及文學騎士勳章（2007年）[14][15]
- 英國皇家音樂學院院士榮銜－FRCM（2010年）
- 香港各界婦女聯合協進會「香港六藝卓越女性」獎（2013年）
- 銅紫荊星章（2013年）
- 法國國家榮譽騎士勳章（法语：Ordre national du Mérite (France)）（2015年）
- 香港科技大學榮譽博士榮銜（2022年）
- 香港演藝學院榮譽院士榮銜（2022年）

## 廣告
- 1989年：G2000
- 2010年：恒生銀行保險

## 外部連結
- 葉詠詩的Facebook專頁